# Servio Sulpicio Galba (pretor 54 a. C.)
Servio Sulpicio Galba (en latín Servius Sulpicius Galba; 95-43 a. C.) fue un general y político romano.
Pretor en 54 a. C., fue legado de Julio César entre 58 a. C. y 50 a. C. en la guerra de conquista de la Galia, al mando de la Legio XII Fulminata, destacándose en la Batalla de Octodurus. 
Se postuló para la elección consular del 49 a. C., como un hombre de la conquista, pero fue derrotado. 
Tomó parte en la conspiración contra César durante los idus de marzo de 44 a. C. y por ello fue condenado a muerte en 43 a. C.
Era nieto del cónsul Servio Sulpicio Galba y bisabuelo del emperador romano del mismo nombre Servio Sulpicio Galba.